# قاذفة طربيد

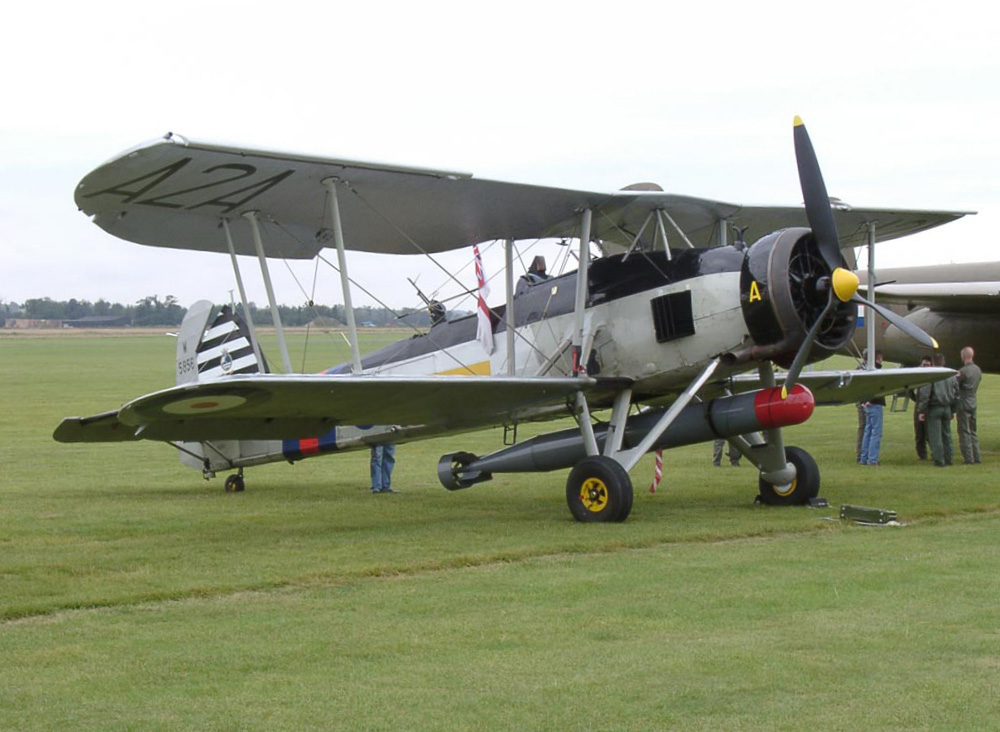
فيري سوردفيش مع نسيفة

الطائرة النسَّافة أو قاذفة الطربيد (بالإنجليزية: Torpedo bomber)‏ هي قاذفة متخصصة باستهداف السفن بنسائف جوية مع إمكانية استعاملها في القصف الجوي المعتاد. وجدت قاذفات النسائف قبل وأثناء الحرب العالمية الثانية حيث لعبت دورا مهما في كثير من المعارك المشهورة، لا سيما أثناء الهجوم البريطاني على تارانتو والهجوم الياباني على بيرل هاربر.

## الأنواع

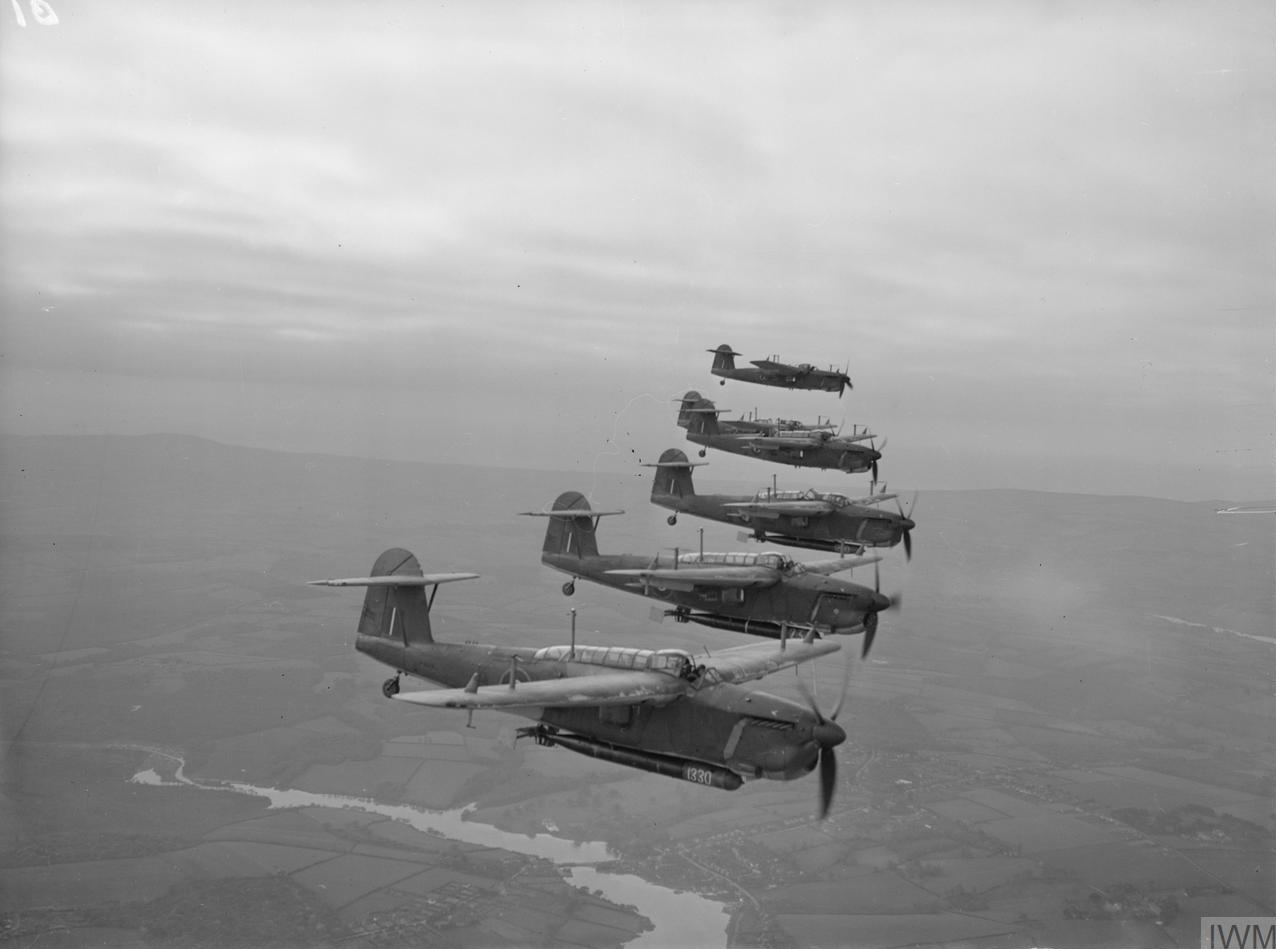
البحرية الملكية خلال الحرب العالمية الثانية خمسة قاذفات نسيفة من طراز Fairey Barracuda من محطة Lee-on-Solent Fleet Air Arm في تشكيل القيادة.

ظهرت الأنواع الأولى من قاذفات النسائف في الفترة المتأخرة من الحرب العالمية الأولى. حيث حملت طائرات متخصصة نسائف تكون أخف وأصغر من تلك المستخدمة في الغواصات وزوارق النسيفة تستخدم جويا. مع ذلك، كانت تحمل نسيفة وزنه 907 كلغ ضعف قنبلة واحدة مستخدمة في طائرة بمحرك واحد معاصرة، لذلك احتاجت إلى محرك قوي. واحتاجت أيضا إلى أن يكون جسم الطائرة طويلا ليناسب طول النسيفة ومن ثم كانت الطائرات المستخدمة لذا الغرض خاصة.
استخدمت الطائرات متعددة المحركات والثقيلة في حمل النسائف كما في القاذفة اليابانية ميتسوبيشي جي4إم التي استخدم طرازها في إغراق البارجة إتش إم إس برينس أوف والاس 53(HMS Prince of Wales) و السفينة إتش إم إس ريبولسا(HMS Repulse). نفس المجموعة التي أغرقت هذه السفن حاولت إغراق السفينة الأمريكية (USS Lexington) لكنها فشلت وتم إسقاط 17 طائرة يابانية، لذلك ظهر ضعف هذه الطائرات أمام دورات المراقبة الجوية والمدافع المضادة للطائرات في السفينة.
بعد الحرب العالمية اختفت طائرات النسيفة وحل محلها طائرات متعددة الأدوار ومن ثم حلت الصواريخ.